# Casparus Johannes van Rinkel
Casparus Johannes van Rinkel (... – 1906) è stato un vescovo vetero-cattolico olandese.
Il 24 settembre 1889 fu uno dei firmatari della Dichiarazione di Utrecht.
È stato vescovo vetero-cattolico di Haarlem dal 1873 al 1906.
| Controllo di autorità | VIAF (EN) 285417591 · ISNI (EN) 0000 0003 9156 5439 |